# أبو بكر مورو
أبو بكر مورو (بالإنجليزية: Moro Abubakar)‏ هو لاعب كرة قدم غاني في مركز الوسط، ولد في 17 أغسطس 1991 في أكرا في غانا. شارك مع منتخب غانا لكرة القدم. أما مع النوادي، فقد لعب مع نادي هارتس أوف أوك.

## وصلات خارجية
- أبو بكر مورو على موقع قاعدة بيانات كرة القدم.إي يو (الإنجليزية)
- أبو بكر مورو على موقع ناشيونال فوتبول تيمز (الإنجليزية)